# Aleksandre K'alandadze
Aleksandre K'alandadze (in georgiano ალექსანდრე კალანდაძე?; Tbilisi, 9 maggio 2001) è un calciatore georgiano, difensore del Fehérvár, in prestito dalla Dinamo Tbilisi, e della nazionale georgiana.

## Carriera

### Club
Ha giocato nella prima divisione ungherese ed in quella georgiana.

### Nazionale
Ha giocato nelle nazionali giovanili georgiane Under-17 ed Under-19.
Nel 2023 è stato convocato per l'Europeo Under-21, in cui ha raggiunto i quarti di finale.
Ha esordito con la nazionale maggiore il 12 settembre dello stesso anno, nella partita di qualificazione all'Europeo 2024 persa per 2-1 contro la Norvegia.

## Statistiche

### Presenze e reti nei club
Statistiche aggiornate al 14 settembre 2023.
| Stagione              | Squadra               | Campionato            | Campionato | Campionato | Coppe nazionali | Coppe nazionali | Coppe nazionali | Coppe continentali | Coppe continentali | Coppe continentali | Altre coppe | Altre coppe | Altre coppe | Totale | Totale |
| Stagione              | Squadra               | Comp                  | Pres       | Reti       | Comp            | Pres            | Reti            | Comp               | Pres               | Reti               | Comp        | Pres        | Reti        | Pres   | Reti   |
| --------------------- | --------------------- | --------------------- | ---------- | ---------- | --------------- | --------------- | --------------- | ------------------ | ------------------ | ------------------ | ----------- | ----------- | ----------- | ------ | ------ |
| 2020-2021             | Diósgyőr              | NBI                   | 0          | 0          | CU              | 1               | 0               | -                  | -                  | -                  | -           | -           | -           | 1      | 0      |
| 2021                  | Dinamo Tbilisi        | EL                    | 7          | 0          | CG              | 0               | 0               | UCL+UECL           | 0+0                | 0                  | SG          | 0           | 0           | 7      | 0      |
| 2022                  | Dinamo Tbilisi        | EL                    | 29         | 0          | CG              | 3               | 0               | UECL               | 2                  | 0                  | -           | -           | -           | 34     | 0      |
| 2023                  | Dinamo Tbilisi        | EL                    | 14         | 2          | CG              | 1               | 0               | UCL+UECL           | 2+2                | 0                  | SG          | 0           | 0           | 19     | 2      |
| Totale Dinamo Tbilisi | Totale Dinamo Tbilisi | Totale Dinamo Tbilisi | 50         | 2          |                 | 4               | 0               |                    | 6                  | 0                  |             | 0           | 0           | 60     | 2      |
| Totale carriera       | Totale carriera       | Totale carriera       | 50         | 2          |                 | 5               | 0               |                    | 6                  | 0                  |             | 0           | 0           | 61     | 2      |

### Cronologia presenze e reti in nazionale
| Cronologia completa delle presenze e delle reti in nazionale ― Georgia | Cronologia completa delle presenze e delle reti in nazionale ― Georgia | Cronologia completa delle presenze e delle reti in nazionale ― Georgia | Cronologia completa delle presenze e delle reti in nazionale ― Georgia | Cronologia completa delle presenze e delle reti in nazionale ― Georgia | Cronologia completa delle presenze e delle reti in nazionale ― Georgia | Cronologia completa delle presenze e delle reti in nazionale ― Georgia | Cronologia completa delle presenze e delle reti in nazionale ― Georgia |
| Data                                                                   | Città                                                                  | In casa                                                                | Risultato                                                              | Ospiti                                                                 | Competizione                                                           | Reti                                                                   | Note                                                                   |
| ---------------------------------------------------------------------- | ---------------------------------------------------------------------- | ---------------------------------------------------------------------- | ---------------------------------------------------------------------- | ---------------------------------------------------------------------- | ---------------------------------------------------------------------- | ---------------------------------------------------------------------- | ---------------------------------------------------------------------- |
| 12-9-2023                                                              | Oslo                                                                   | Norvegia                                                               | 2 – 1                                                                  | Georgia                                                                | Qual. Euro 2024                                                        | -                                                                      |                                                                        |
| 16-11-2023                                                             | Tbilisi                                                                | Georgia                                                                | 2 – 2                                                                  | Scozia                                                                 | Qual. Euro 2024                                                        | -                                                                      | 78’                                                                    |
| Totale                                                                 |                                                                        | Presenze                                                               | 2                                                                      |                                                                        | Reti                                                                   | 0                                                                      |                                                                        |

## Palmarès

### Club

#### Competizioni nazionali
- Campionato georgiano: 1

Dinamo Tbilisi: 2022
- Supercoppa di Georgia: 1

Dinamo Tbilisi: 2023